# Ingerana tenasserimensis
Espèce
Synonymes
- Rana tenasserimensis Sclater, 1892

Statut de conservation UICN

 LC  : Préoccupation mineure
Ingerana tenasserimensis est une espèce d'amphibiens de la famille des Dicroglossidae.

## Répartition
Cette espèce se rencontre en Birmanie, en Thaïlande et en Malaisie péninsulaire. Elle est présente entre 300 et 600 m d'altitude.

## Étymologie
Son nom d'espèce, composé de tenasserim et du suffixe latin -ensis, « qui vit dans, qui habite », lui a été donné en référence au lieu de sa découverte, Tenasserim dans le sud de la Birmanie.

## Publication originale
- Sclater, 1892 : On some specimens of frogs in the Indian Museum, Calcutta with description of several new species. Proceedings of the Zoological Society of London, vol. 1892, p. 341-348 (texte intégral).